# Federazione pallavolistica di Guam
La Federazione guamana di pallavolo (eng. Guam Volleyball Federation, GVF) è un'organizzazione fondata per governare la pratica della pallavolo a Guam.
Organizza il campionato maschile e femminile, e pone sotto la propria egida la nazionale maschile e femminile.
Ha aderito alla FIVB nel 1976.